# ميكائيل بويسفرت
ميكائيل بويسفرت هو مصمم رقص وممثل كندي، ولد في 2 ديسمبر 1973 بتيمينز في كندا.

## أعمال

### أفلام
- (2015) بيكسلز

### مسلسلات
- ديسكفري

## وصلات خارجية
- ميكائيل بويسفرت على موقع IMDb (الإنجليزية)
- ميكائيل بويسفرت على موقع ألو سيني (الفرنسية)
- ميكائيل بويسفرت على موقع أول موفي (الإنجليزية)
- ميكائيل بويسفرت على موقع قاعدة بيانات الأفلام السويدية (السويدية)
- ميكائيل بويسفرت على موقع قاعدة بيانات الفيلم (الإنجليزية)
- ميكائيل بويسفرت على موقع كينوبويسك (الروسية)